# Pejuang (Bukit Tusam)
Pejuang is een bestuurslaag in het regentschap Aceh Tenggara van de provincie Atjeh, Indonesië. Pejuang telt 330 inwoners (volkstelling 2010).